# Éramos seis (telenovela de 1994)
Éramos seis es una telenovela brasileña producida por el Sistema Brasileño de Televisión (SBT) y exhibida de 9 de mayo a 5 de diciembre de 1994. Es una adaptación del romance homónimo de Maria José Dupré, fue escrita por Sílvio de Abreu y Rubens Edwald Filho y dirigida por Nilton Travesso, Henrique Martins y Del Rangel. Regrabada de la novela producida por la Rede Tupi y llevada al aire en 1977.

## Trama
Basada en el libro de Maria José Dupré, Éramos seis cuenta la historia de doña Lola, una bondadosa y batalladora mujer que hace de todo por la felicidad del marido, Júlio, y de los cuatro hijos: Carlos, Alfredo, Julinho y Maria Isabel.
La vida de doña Lola es narrada desde la infancia de los niños, cuando Júlio trabaja para pagar las prestaciones de la casa donde viven, en la Avenida Angélica, pasando por la llegada de los hijos a la fase adulta y de doña Lola a la vejez. Conforme los años pasan, van modificándose las cosas en la vida de doña Lola, con las muertes de Júlio y Carlos; la desaparición de Alfredo por el mundo; la unión de Isabel con Felício, un hombre separado; el ascenso de Julinho, que se casa con una joven de familia rica - Maria Laura, hija de Assad, patrón de Júlio. El título viene de la situación de doña Lola al fin de la vida, sola en un asilo: eran seis, ahora sólo resta ella.

## Elenco
- Irene Ravache - Dueña Lola
- Othon Bastos - Júlio
- Jandir Ferrari - Carlos
- Tarcísio Filho - Alfredo
- Luciana Braga - Maria Isabel
- Leonardo Bricio - Julinho
- Jussara Freire - Clotilde
- Denise Fraga - Olga
- Osmar Prado - Zeca
- Nathalia Timberg - Tía Emília
- Paulo Figueiredo - Almeida
- Marco Ricca - Felício
- Bete Coelho - Adelaide
- Mayara Magri - Justina
- Jandira Martini - Dueña Genu
- Marcos Caruso - Virgulino
- João Vitti - Lúcio
- Flávia Monteiro - Lili
- Yara Lins - Dueña Maria
- Wilma de Aguiar - Tía Candoca
- Eliete Cigarini - Carmencita
- Antônio Petrin - Assad
- Angelina Muniz - Karine
- Luciene Adami - Maria Laura
- Umberto Magnani - Alonso
- Nina de Pádua - Pepa
- Elizângela - Marion
- Chris Couto - Zulmira
- Clarisse Abujamra - madame Bulcão
- Chica Lopes - Durvalina
- Paulo Hesse - Higino
- Eduardo Silva- Rayo Negro
- Nelson Baskerville - Marcos
- Ana Paula Arósio - Amanda
- Cláudio Curi - Dr. Cláudio
- Otaviano Costa - Tavinho (crecido)
- Caio Blat - Carlos (niño)
- Wagner Santisteban - Alfredo (niño)
- Carolina Vasconcelos - Maria Isabel (niña)
- Julia Ianina - Carmencita (niña)
- Roberto Lima - Lúcio (niño)
- Paula Ciudad - Lili (niña)
- Carolina Gregório - Maria Laura (niña)
- Wellington Rodrigues - Rayo Negro (niño)
- Carla Diaz - Eliana

### Participaciones Especiales
- Ney Latorraca - Sonrisa
- Rosi Campos - Paulette
- Maria Estela - Karime
- Cláudia Mello - dueña Benedita

## Premios
APCA (1994):
- Mejor Novela
- Mejor Actriz - Irene Ravache
- Mejor Actor Coadjuvante - Tarcísio Filho

Trofeo Prensa (1994):
- Mejor Novela
- Mejor Actriz - Irene Ravache